# 교수척장분지형

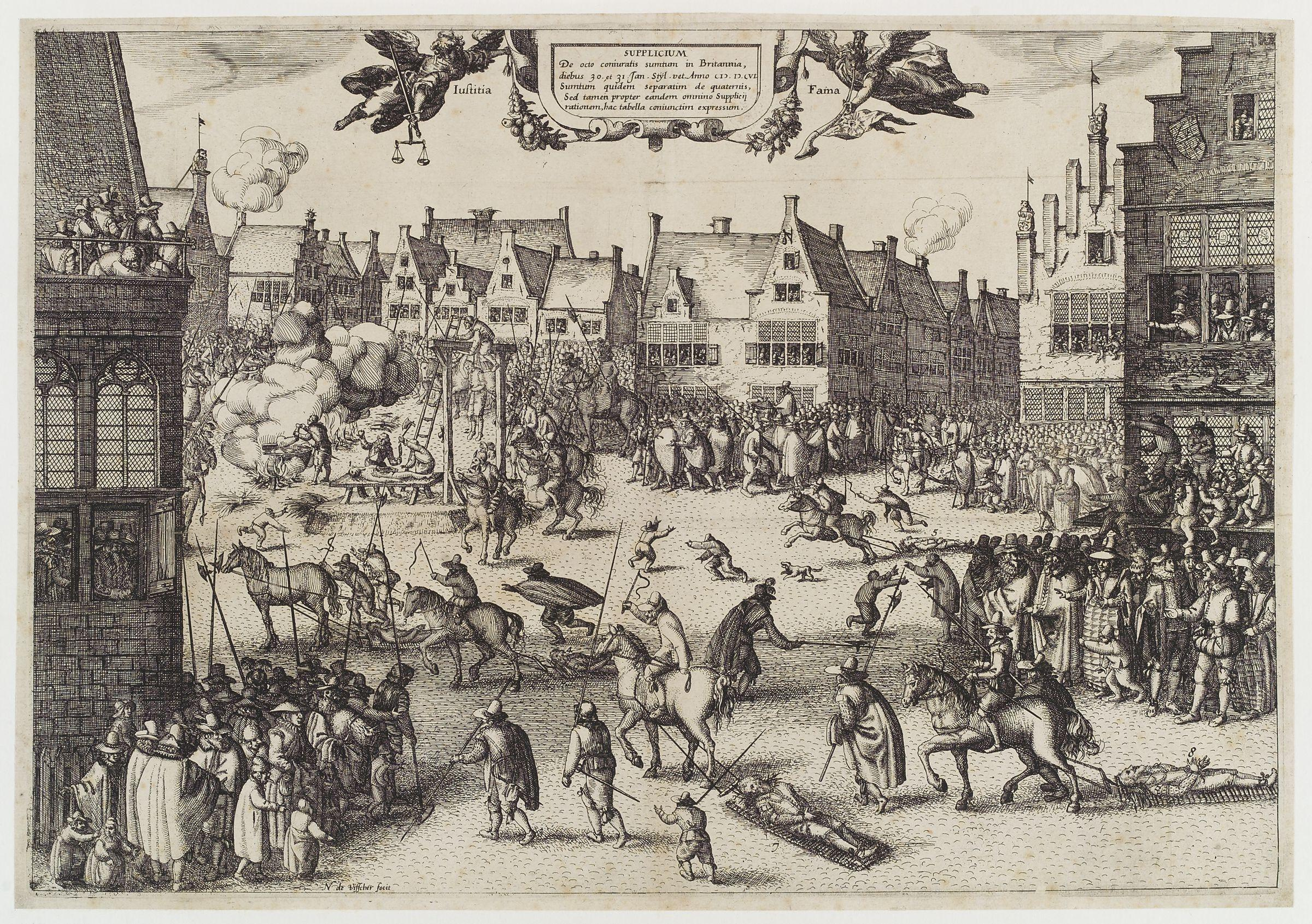
영국의 화약역모사건 주모자에 대한 형집행 모습

교수척장분지형(絞首剔臟分肢刑;목 매달고 내장 발라 사지 토막내기;Hanged, drawn and quartered)은 잉글랜드에서 내란죄에 적용한 사형이며, 죄질이 무거운 남성 사형수들에게만 집행하였다. 참고로, 내란죄를 저지른 여성 사형수들은 화형에 처했다. 1790년 영국에서 내란죄에 대한 처벌을 교수형으로써 대신했고, 아일랜드에서도 1796년에 폐지하면서 형법 역사에서 사라졌다.

## 역사
알려진 바에 따르면 헨리 3세 재위기인 1241년 해적혐의로 붙잡힌 윌리엄 모리스란 자가 처음으로 교수척장분지형의 적용을 받은 것으로 알려져 있다.
이 형벌은 스코틀랜드, 웨일스, 아일랜드 등을 잉글랜드의 통치 아래 두고자 했던 롱쉥크(Longshanks)란 별명으로 널리 알려진 포악한 왕 에드워드 1세때 맹위를 떨쳤다. 1283년에는 웨일스 왕자 다피드 압 그리피드가 이 형을 당했다.

## 교수척장분지형을 당한 인물
- 가이 포크스
- 윌리엄 월리스
- 투팍 아마루 2세
- 존 볼

## 같이 보기
- 거열
- 능지